# Householder-Verfahren
Die Householder-Verfahren sind eine Gruppe von numerischen Verfahren zur Bestimmung von Nullstellen einer skalaren reellen Funktion. Sie sind nach Alston Scott Householder benannt.

## Beschreibung des Verfahrens
Sei {\displaystyle d} eine natürliche Zahl und {\displaystyle f\colon I\subset \mathbb {R} \to \mathbb {R} } eine mindestens {\displaystyle (d+1)}-fach stetig differenzierbare Funktion, die im Intervall {\displaystyle I} eine einfache Nullstelle {\displaystyle a} besitze, d. h. {\displaystyle f'(a)\neq 0}. Sei {\displaystyle x_{0}} ein Startwert nahe genug an {\displaystyle a}. Dann konvergiert die durch die Iteration
{\displaystyle x_{k+1}=x_{k}+d{\frac {(1/f)^{(d-1)}(x_{k})}{(1/f)^{(d)}(x_{k})}}\quad {\text{mit }}k=0,1,2,\dots }
erzeugte Folge {\displaystyle (x_{k})_{k\in \mathbb {N} }} sukzessiver Approximationen mit Konvergenzordnung {\displaystyle d+1} gegen {\displaystyle a}. Das heißt, es gibt eine Konstante {\displaystyle K>0} mit
{\displaystyle |x_{k+1}-a|\leq K\cdot |x_{k}-a|^{d+1}}.
Für {\displaystyle d=1} ergibt sich das Newton-Verfahren, für {\displaystyle d=2} das Halley-Verfahren.

## Motivation
Hat {\displaystyle f} eine einfache Nullstelle in {\displaystyle a}, so gibt es eine {\displaystyle d}-fach stetig differenzierbare Funktion {\displaystyle g} mit {\displaystyle g(a)=f'(a)\neq 0} und {\displaystyle f(x)=g(x)(x-a)}. Die reziproke Funktion {\displaystyle {\frac {1}{f}}} hat einen Pol der Ordnung {\displaystyle 1} in {\displaystyle a}. Liegt {\displaystyle x} nahe {\displaystyle a}, so wird die Taylorentwicklung von {\displaystyle {\frac {1}{f}}} in {\displaystyle x} von diesem Pol dominiert,
{\displaystyle {\begin{aligned}(1/f)(x+h)&=\sum _{k=0}^{d}(1/f)^{(k)}(x){\frac {h^{k}}{k!}}+{\mathcal {O}}(h^{d+1})\\[1em]={\frac {1}{g(x+h)(x+h-a)}}&={\frac {1}{g(x+h)(a-x)}}\sum _{k=0}^{d}\left({\frac {h}{a-x}}\right)^{k}+{\mathcal {O}}(h^{d+1})\end{aligned}}}
Betrachtet man {\displaystyle g(x+h)} als sich langsam ändernd bis nahezu konstant zu {\displaystyle f^{\prime }(a)}, dann sind die Taylorkoeffizienten umgekehrt proportional zu den Potenzen von {\displaystyle x-a}, also
{\displaystyle {\begin{aligned}&(1/f)^{(k)}(x)\approx {\frac {k!}{f'(a)\,(a-x)^{k+1}}}\\\implies &{\frac {(1/f)^{(k-1)}(x)}{(1/f)^{(k)}(x)}}\approx {\frac {a-x}{k}}\\\implies &a\approx x+k{\frac {(1/f)^{(k-1)}(x)}{(1/f)^{(k)}(x)}}\end{aligned}}}
für {\displaystyle k=1,\ldots ,d.}

## Beispiel
Die von Newton zur Demonstration seines Verfahrens benutzte Polynomgleichung war
{\displaystyle x^{3}-2x-5=0}. In einem ersten Schritt wurde beobachtet, dass es eine Nullstelle nahe {\displaystyle x=2} geben muss. Durch Einsetzen von {\displaystyle x=2+h} erhält man erst
{\displaystyle f(2+h)=-1+10h+6h^{2}+h^{3}}
und anschließend durch Invertieren dieses Polynoms als Taylorreihe
{\displaystyle {\begin{aligned}(1/f)(2+h)=&-1-10\,h-106\,h^{2}-1121\,h^{3}-11856\,h^{4}-125392\,h^{5}\\&-1326177\,h^{6}-14025978\,h^{7}-148342234\,h^{8}-1568904385\,h^{9}\\&-16593123232\,h^{10}+{\mathcal {O}}(h^{11})\end{aligned}}}
Das Ergebnis des ersten Schritts des Householder-Verfahrens einer gegebenen Ordnung {\displaystyle d} erhält man auch, indem man den Koeffizienten des Grades {\displaystyle d} durch seinen linken Nachbarn in dieser Entwicklung teilt. Dies ergibt folgende Näherungen aufsteigender Ordnung
| d  | x1=2+                               |
| -- | ----------------------------------- |
| 1  | 0,100000000000000000000000000000000 |
| 2  | 0,094339622641509433962264150943396 |
| 3  | 0,094558429973238180196253345227476 |
| 4  | 0,094551282051282051282051282051282 |
| 5  | 0,094551486538216154140615031261963 |
| 6  | 0,094551481438752142436492263099119 |
| 7  | 0,094551481543746895938379484125813 |
| 8  | 0,094551481542336756233561913325371 |
| 9  | 0,094551481542324837086869382419375 |
| 10 | 0,094551481542326678478801765822985 |

Es ergeben sich also in diesem Beispiel etwas mehr als {\displaystyle d} gültige Dezimalstellen für den ersten Schritt im Verfahren der Ordnung {\displaystyle d.}